# Halvor Møgster
Halvor Møgster (21 de dezembro de 1875 — 22 de fevereiro de 1950) foi um velejador norueguês, campeão olímpico. Ele competiu nos Jogos Olímpicos de Verão de 1920 na classe 12 Metre e conquistou a medalha de ouro na disputa realizada segundo as regras de 1907 a bordo do Atlanta com Henrik Østervold, Halvor Birkeland, Rasmus Birkeland, Lauritz Christiansen, Hans Næss, Jan Østervold, Kristian Østervold e Ole Østervold.